# Osmylus multiguttatus
Osmylus multiguttatus ist eine Art der Netzflügler (Neuroptera).

## Merkmale

### Imago
Der Kopf ist glänzend schwarz gefärbt. Der Thorax sowie der Abdomen sind schwarz gefärbt und spärlich hell behaart. Die Beine sind gelb und die Coxae schwarz. Das Tarsenglied 5 ist apikal schwarz. Die Spitze der großen, breiten Flügel ist rund. Die Flügelmembran ist mit dunkelbraunen, großen rundlichen Flecken dicht bedeckt. Auf den Vorderflügeln fließen sie hin und wieder zusammen. Die Äderung der Flügel ist, von den dunklen Flecken abgesehen, hellbräunlich.

### Larve
Die Larve ist bislang unbekannt.

## Vorkommen
Die Art kommt in der Ukraine und Anatolien vor.

## Systematik
Osmylus multiguttatus wurde 1870 von Robert McLachlan erstbeschrieben.

## Belege
- Herbert Hölzel, Werner Weißmair, Wolfgang Speidel: Insecta: Megaloptera, Neuroptera, Lepidoptera. Süßwasserfauna von Mitteleuropa 15, 16, 17. Spektrum Akademischer Verlag, Heidelberg·Berlin 2002, ISBN 3-8274-1061-4.